# Stora Bjurtjärnen (Norrbärke socken, Dalarna)
Stora Bjurtjärnen är en sjö i Smedjebackens kommun i Dalarna och ingår i Norrströms huvudavrinningsområde. Sjöns area är 0,018 kvadratkilometer och den befinner sig 176 meter över havet.